# Visdomini

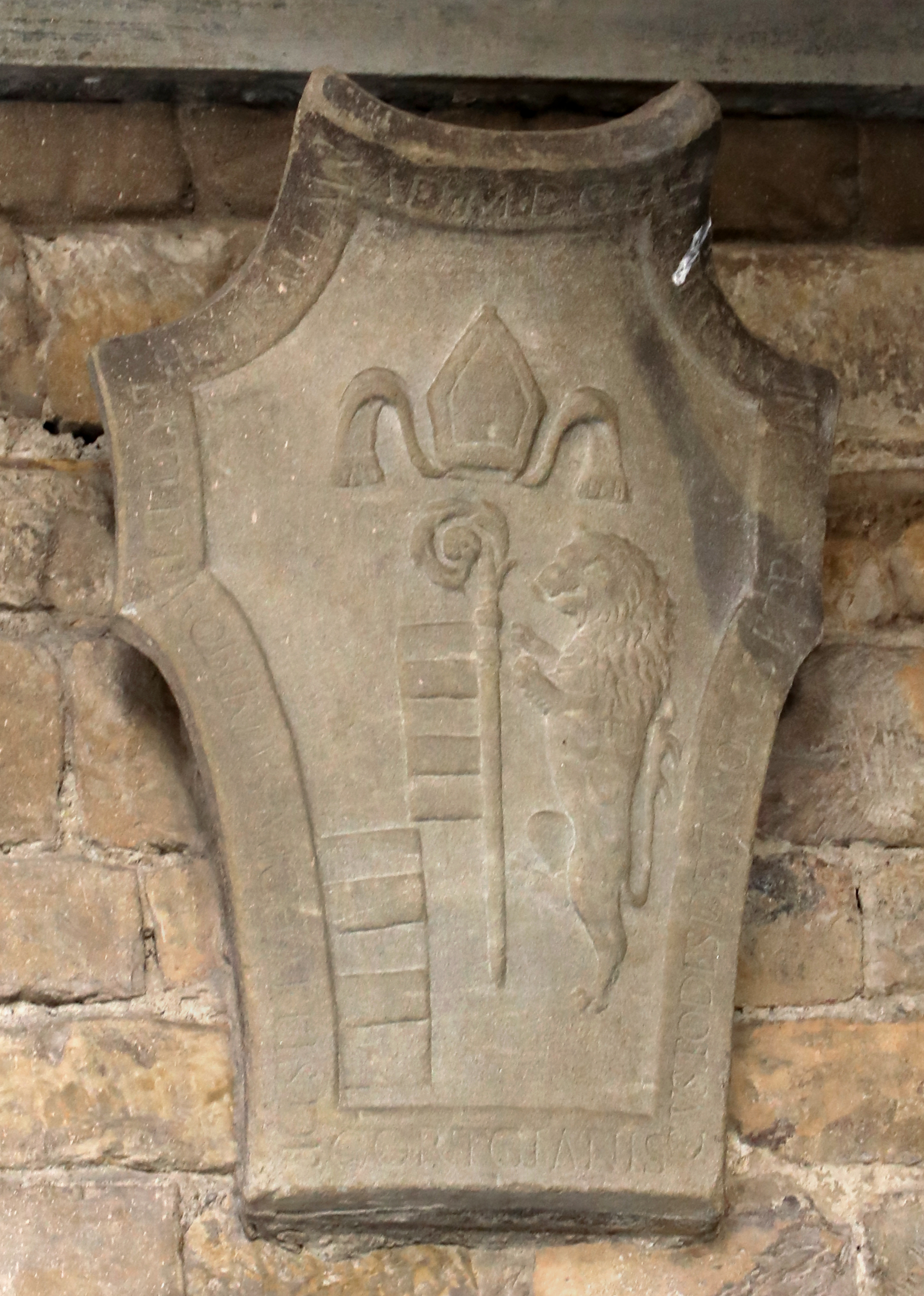
Lo stemma Visdomini

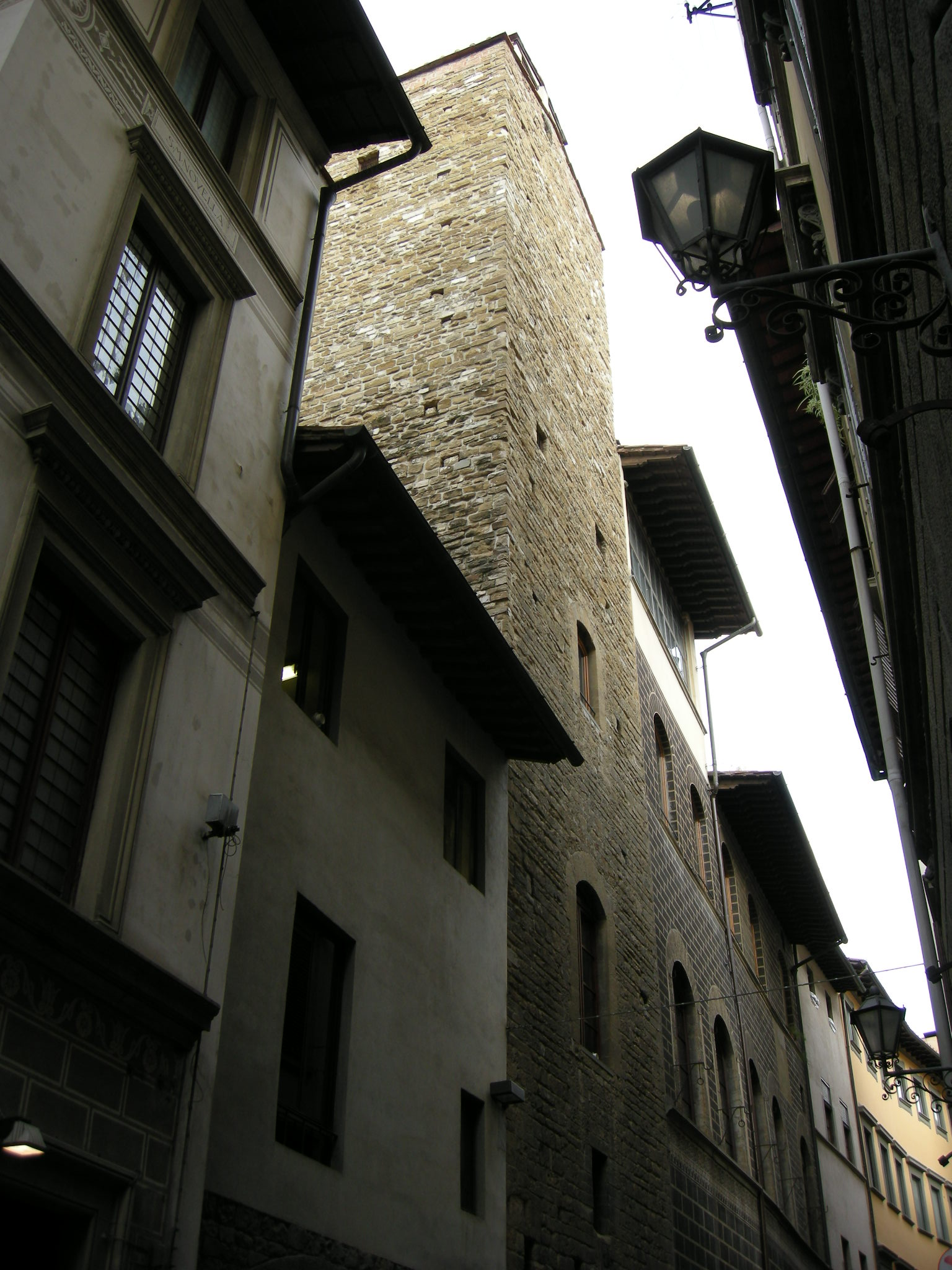
La torre dei Visdomini a Firenze

I Visdomini (o Bisdomini) erano un'antica famiglia patrizia di Firenze. Traeva il nome dall'attributo di vicedomino, ovvero "vice Signore", che in questo caso indicava il vescovo di Firenze: era loro compito infatti curare gli interessi della diocesi nei periodi di sede vacante.

## Storia familiare
Il privilegio dei Visdomini affondava le radici nell'alto medioevo, e coinvolgeva anche le famiglie consorti degli Aliotti, Della Tosa e Cortigiani. Quando veniva nominato un nuovo presule, i Visdomini gli si facevano incontro andando ad accoglierlo verso la porta da cui proveniva, vestiti da cerimonia ma a piedi nudi in segno d'umiltà. Prendendo le briglie del suo cavallo lo scortavano in città sotto un ricco baldacchino fino al monastero di San Pier Maggiore, dove avveniva il rito del matrimonio spirituale con la badessa, a simboleggiare il legame tra il vescovo e la Chiesa fiorentina. Qui, dopo aver passato la prima notte, il vescovo era di nuovo accompagnato dai Visdomini in San Giovanni, in Duomo e infine nel palazzo in cui si insediava. Da quel momento la loro amministrazione cessava, pur rimanendo i custodi e i difensori in carica della Chiesa. Per tale ragione il vescovo li onorava invitandoli alla sua mensa e omaggiandoli, in occasioni di particolari festività stabilite, di interi pasti.
Il sospetto che la famiglia tendesse a curare il proprio interesse piuttosto che quelli della comunità religiosa nei periodi di sede vacante erano ben più di una diceria, tanto che anche Dante vi accennò in una terzina del Paradiso:
che, sempre che la vostra chiesa vaca,

si fanno grassi, stando in concistoro»
(Paradiso, canto XVI, 112-114)
Le case familiari si trovavano non lontano da piazza del Duomo, in via delle Oche dove ancora oggi sorge la torre dei Visdomini. Avevano inoltre il patronato sulla chiesa di San Michele, sia quando si trovava alle spalle della chiesa di Santa Reparata, sia quando fu ricostruita leggermente più a nord per far posto alle enormi absidi della nuova cattedrale.
Tra i personaggi più rilevanti della famiglia si contano:
- Tedice Aliotti Visdomini, vescovo di Fiesole sepolto in Santa Maria Novella
- Onofrio Visdomini, vescovo di Firenze.

## Edifici
- Torre dei Visdomini
- Torrione de' Visdomini (porzione demolita del palazzo Archivescovile di Firenze)
- Palazzo de' Visdomini
- Chiesa di San Michele Visdomini